# Massa Marittima
Massa Marittima es un municipio italiano de casi nueve mil habitantes de la provincia de Grosseto, a 49 kilómetros de la capital. Centro principal de la zona de las Colline Metallifere («Colinas Metalíferas»).
Se trata de una zona de recursos mineros de hierro, mercurio, lignito y cobre, con fundiciones de hierro y molinos de aceite de oliva. En Follonica, en la costa, hay hornos en los que se funden el mineral de hierro de Elba. 
Famoso por haber sido una de las locaciones para la grabación de la segunda temporada de La reina del sur.

## Historia

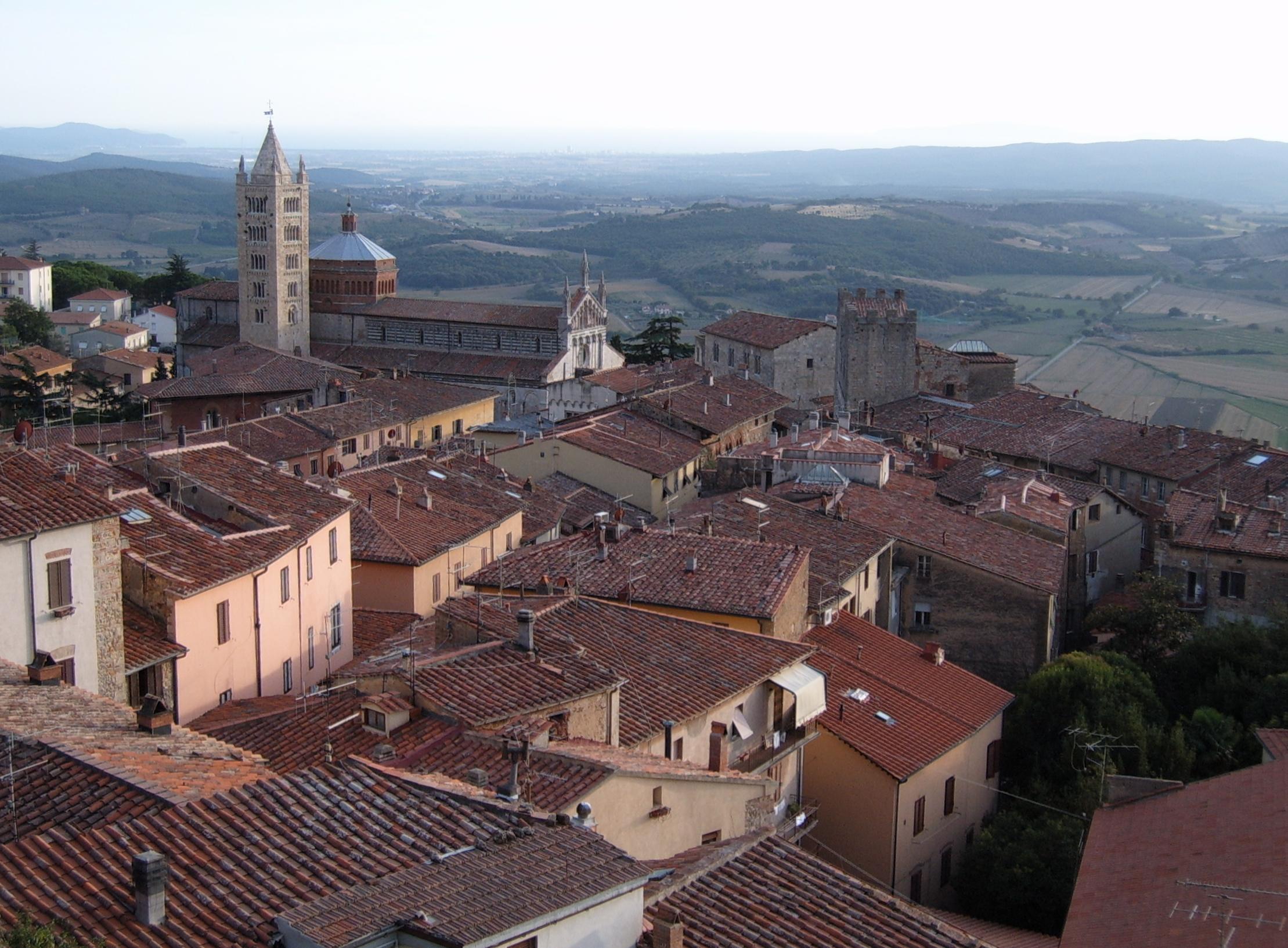
Panorama de Massa Marittima.

La ciudad apareció a principios de la Edad Media, trasladándose aquí la sede obispal de Populonia alrededor del año 1000. Después de la dominación inicial por parte de la República de Pisa, se convirtió en comuna independiente en el siglo XIII.
En el siglo siguiente fue conquistada por Siena, a la que perteneció hasta que se convirtió en parte del Gran Ducado de Toscana a mediados del siglo XVI.

## Lugares de interés
Entre otros, destacan:
- El Duomo o catedral del siglo XIII contiene una pila románica (1267 con una cubierta de 1447) y un relicario gótico (1324) de San Cerbone, a quien está dedicada la catedral.
- Palazzo Pretorio. Alberga el Museo Arqueológico, con una obra de Ambrogio Lorenzetti.
- Museo della Miniera

## Evolución demográfica
| Gráfica de evolución demográfica de Massa Marittima entre 1861 y 2001 |
|                                                                       |
| Fuente ISTAT - elaboración gráfica de Wikipedia                       |

## Personas destacadas
Massa Marittima fue el lugar de nacimiento, en 1380, de San Bernardino de Siena.